# Armstrong Whitworth A.W.16
Armstrong Whitworth A.W.16 (hay A.W.XVI) là một loại máy bay tiêm kích hai tầng cánh của Anh, do hãng Armstrong Whitworth Aircraft thiết kế chế tạo.

## Quốc gia sử dụng
Trung Quốc
- Không quân Kwangsi

 Trung Quốc
- Không quân Trung Hoa Dân quốc

## Tính năng kỹ chiến thuật (A.W.16)
Dữ liệu lấy từ The Complete Book of Fighters 
Đặc điểm tổng quát
- Kíp lái: 1
- Chiều dài: 25 ft 0 in (7,62 m)
- Sải cánh: 33 ft 0 in (10,06 m)
- Chiều cao: 11 ft 6 in (3,50 m)
- Diện tích cánh: 261 ft² (24,2 m²)
- Trọng lượng có tải: 3.520 lb (1.597 kg)
- Động cơ: 1 × Armstrong Siddeley Panther IIA, 525 hp (391 kW)

 Hiệu suất bay 
- Vận tốc cực đại: 174 kn (200 mph, 322 km/h) trên độ cao 15.000 ft (4.570 m)
- Tầm bay: 235 nmi (270 mi[2], 435 km)
- Trần bay: 26.100 ft[2] (8.000 m)
- Leo lên độ cao 10.000 ft (3.050 m): 6 phút
- Thời gian bay: 2 giờ

Trang bị vũ khí

- Súng: 2 × Súng máy Vickers .303 in (7,7 mm)